# Lomonosov (cràter)

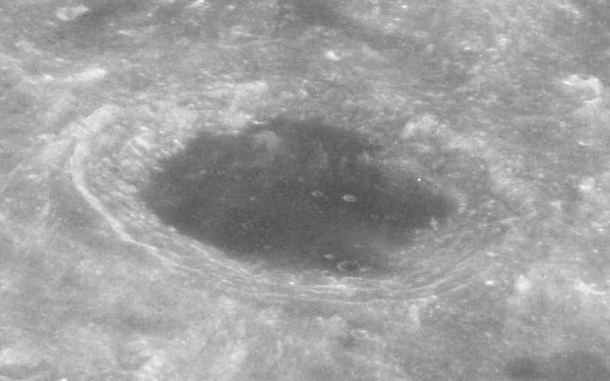
Fotografia de la missió Apol·lo 8

Lomonosov és un cràter d'impacte que es troba just darrere del terminador occidental de la Lluna. Està gairebé unit a la vora exterior est-nord-est del cràter de major grandària Joliot, i supera el bord sud de Maxwell. Al costat del bord sud de Lomonosov es troba el cràter Edison, una mica més petit.

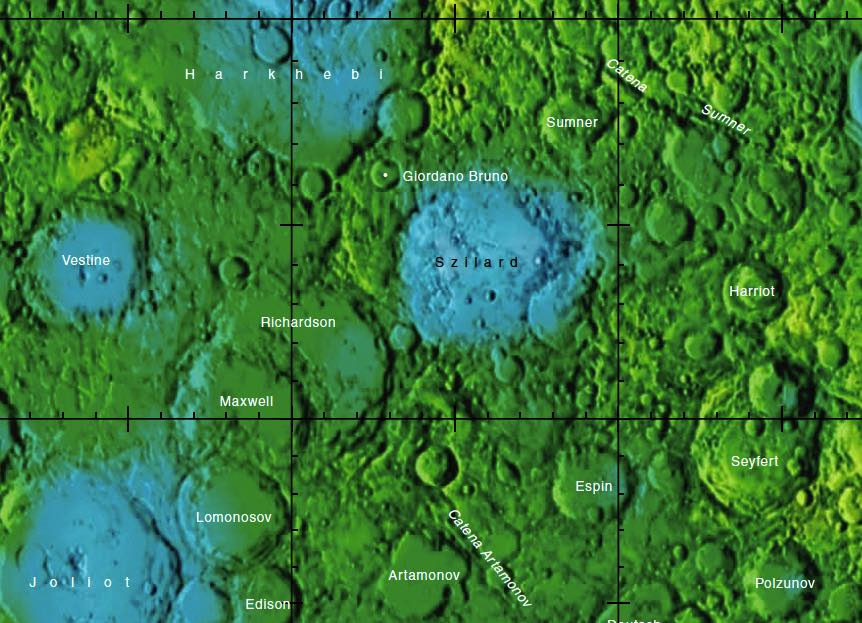
Localització de Lomonosov (quadrant inferior esquerre de la imatge)

El sòl interior de Lomonosov ha estat reconstituït per fluxos de lava, deixant una superfície fosca i anivellada marcada tan sols per uns diminuts cràters i algunes franges de material del sistema de marques radials de Giordano Bruno. Solament la part més baixa de l'interior del cràter ha estat inundada per la lava, i una gran part de la paret interna de la vora roman descoberta, sent més estreta en el bord nord, on el cràter es troba sobre Maxwell. També s'observa material després a la base de la paret interior.

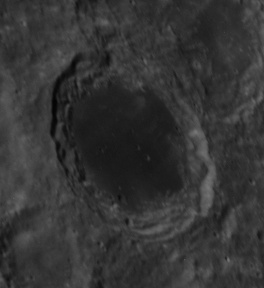
Fotografia de la missió Apol·lo 14

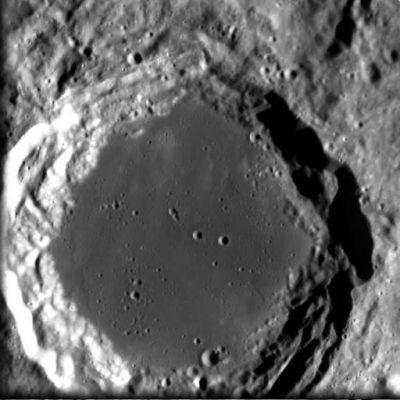
Imatge de la missió SMART-1.

Aquest cràter va ser anomenat formalment per la UAI en 1961.